# Ionischer Aufstand

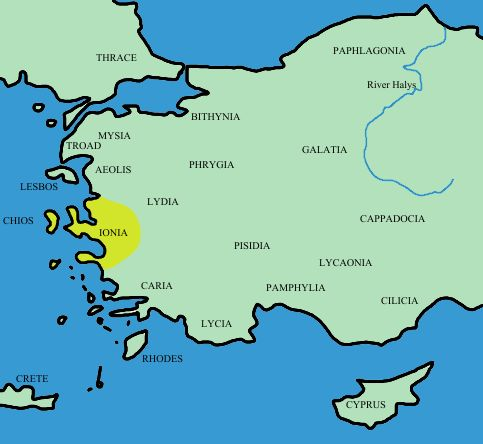
Ionien

Als Ionischer Aufstand wird die Rebellion der kleinasiatischen und zyprischen Griechen gegen die persische Oberherrschaft bezeichnet. Er begann 500/499 v. Chr. und endete mit einem Sieg der Perser in der Seeschlacht bei Lade 494 v. Chr.

## Vorgeschichte des Aufstands
Die Ionier waren zu Beginn des 1. Jahrtausends v. Chr., wie zuvor schon die Äoler und Dorer, als Kolonisten vom griechischen Festland aus an die Westküste Kleinasiens eingewandert und begründeten dort eine Vielzahl von Städten (Ionien). Sie gelangten mit See- und Fernhandel – vom Schwarzen Meer über die Ägäis bis ins östliche Mittelmeer und nach Ägypten – zu wirtschaftlichem Wohlstand und politischer Bedeutung. Bereits um 800 v. Chr. begründeten sie den Ionischen Bund.
Nach einer kurzen und milden Oberherrschaft unter dem lydischen König Kroisos um 550 v. Chr. folgte bereits 547/546 v. Chr. die Zugehörigkeit zum persischen Vielvölkerreich. Wenn auch tributpflichtig, vermochten die Städte eine gewisse Unabhängigkeit und weitgehende wirtschaftliche Selbständigkeit zu bewahren. Hintergrund dafür waren die persischen Grundsätze, den Gebieten des Reiches so weit als möglich politische Selbstverwaltung zu belassen und das kulturelle und religiöse Eigenleben der Völker unangetastet zu lassen. Die persische „Tyrannis“ stellte sich, wie in allen 20 Satrapien, als persönlich-feudales Verhältnis dar, nach dem der Satrap als Statthalter Persiens einheimische Adlige als Vertrauensleute wählte, welche die Macht ausübten und die Tribute eintrieben. Bis zum Ionischen Aufstand wurde dies notgedrungen hingenommen.
Vor 500 v. Chr. nahm Persien die Griechen eigentlich kaum wahr. Der gesamte Westhandel des Reiches lag in den Händen der ionischen Städte – daher waren alle Griechen für die Perser „Yaunã“, eben „Ionier“. Die Stadt Athen und die Geografie des griechischen Raumes waren ihnen lange Zeit völlig unbekannt. Der Fokus der persischen Expansionspolitik lag unmittelbar westlich vom persischen Kernland: Auf die Eroberung Babyloniens folgte die Eingliederung ganz Mesopotamiens, dann Syriens und Kanaans (Phönizien, Palästina). Die wenigen Feldzüge im äußersten Westen müssen als wenig geglückte Versuche angesehen werden, dort das Reich über seine natürlichen Grenzen hinaus auszudehnen. Aus ionischer Sicht war der Schaden dieser wenig ambitionierten Expeditionen aber immens, denn die lebenswichtigen Handelsverbindungen waren nun zerstört.

## Ursachen des Aufstands
Herodot zufolge (5.30ff) war das Aufbegehren der Ionier Folge eines verunglückten Feldzugs und einer politischen Intrige. Nach dem Skythenfeldzug kehrte das persische Heer zurück zu ihrer Schiffsbrücke über die Donau. Die Skythen rieten den Ioniern, die an der Brücke positioniert waren, folgende abzureißen. Doch der Tyrann von Milet, Histiaios, konnte seine Gefolgsleute davon abhalten. Als Dank erhielt er von Dareios die Stadt Myrkinos in Thrakien. Jedoch traute der Feldherr Megabazos der Loyalität nicht und schaffte es, den Großkönig davon zu überzeugen, Histiaios als Berater in Susa einzusetzen. Daraufhin setzte Dareios den Schwiegersohn des Histiaios als neuen Tyrannen ein. Der gerade erst vom Großkönig eingesetzte Tyrann von Milet, Aristagoras, hatte Artaphernes, den Satrapen von Sardeis, auf Betreiben naxischer Flüchtlinge zu einem Feldzug gegen Naxos überredet. Mit der Unterstützung des Perserreiches wurden 200 Schiffe mobilisiert. Jedoch kam es, während der Überfahrt nach Naxos, zum Streit zwischen Aristagoras und dem persischen Kommandanten Megabates, nachdem dieser einen unaufmerksamen Schiffskommandanten bestrafen wollte und Aristagoras dies verhindern konnte. Daraufhin soll Megabates die Naxier gewarnt haben. Somit schlug das Unternehmen nach vier Monaten Belagerung fehl. Aus Angst, dafür zur Verantwortung gezogen zu werden, fiel Aristagoras vom Großkönig ab und suchte Verbündete, um seinen Abfall auf eine breitere Basis zu stellen. Er sorgte dafür, dass sich die Ionier erhoben und die Tyrannen gestürzt wurden.
Eigentlicher Hintergrund wird aber möglicherweise eine schwere wirtschaftliche Krise der Handelsstädte gewesen sein – und es war in der Tat Milet, das besonders schwer getroffen wurde. 525 v. Chr. waren die Perser in Ägypten einmarschiert. Der Handel mit Naukratis, dem einzigen griechischen Emporion mit dem Privileg des Pharaos, war zum Erliegen gekommen. Seit dem Skythenfeldzug 513/512 v. Chr. blockierten persische Besatzungen die Passage zum Schwarzen Meer und den dort zahlreichen Kolonien. Der gesamte Import von Gold, Silber, Kupfer, Eisen, Blei, Zinn, Holz, Salz, Getreide, Fisch und Tierhäuten brach weg. Der nächste Schlag kam 510 v. Chr., als Sybaris in Süditalien von der Nachbarstadt Kroton zerstört wurde und damit auch der Westhandel abriss.
Unter diesen Bedingungen wendete sich die innenpolitische Stimmung in den ionischen Städten. Jetzt wurde die Tyrannis als unerträglich drückend empfunden – möglicherweise das Motiv für Aristagoras, rechtzeitig die Seiten zu wechseln und als Tyrann von Milet abzutreten. Die Einschränkung der Polisautonomie traf zwar von jeher den empfindlichen Nerv des griechischen Selbstverständnisses, nun aber machte man die persische Fremdherrschaft zum zentralen Motiv des Aufbegehrens. Mit den Schlagworten der „ionischen Befreiung“ und der „Befreiung der Griechen vom persischen Joch“ konnte man auf breiten Konsens hoffen.

## Verlauf des Aufstands

Militärische Operationen während des Aufstandes.

Zunächst breitete sich der Aufstand wie ein Flächenbrand aus. Er griff auf die benachbarten Regionen über. Überall wurde zum Sturz der Fremdherrschaft und der Wiederherstellung der Polisunabhängigkeit aufgerufen. Aber es gab Probleme: Nach Herodot versuchte Aristagoras, in Sparta und Athen für eine Intervention in Kleinasien zu werben. Er beklagte die „Versklavung“ der Griechen und stellte in Aussicht, „die Herrschaft über ganz Asien mühelos zu erlangen“. Aber nur die Poleis Athen und Eretria entsandten 499/98 v. Chr. kleinere Flottengeschwader von 20 bzw. fünf Schiffen, die weitgehend wirkungslos blieben. 499 v. Chr. konnte zwar die bedeutende Stadt Sardeis, Sitz des örtlichen Satrapen, eingenommen werden, doch auf dem Rückmarsch wurden die Rebellen bereits von persischen Reichstruppen erwartet und geschlagen.
Auch war es den Städten bei ihren Beratungen zu Beginn des Aufstands nicht gelungen, den Ionischen Bund durch die Schaffung von Bundesinstitutionen für die politisch-militärischen Auseinandersetzungen zu rüsten. Zudem gab es Skeptiker wie den Geographen Hekataios, der anhand einer von ihm gefertigten Weltkarte versuchte, die Aussichtslosigkeit eines Kampfes gegen das riesige Weltreich der Perser aufzuzeigen. Nun mobilisierte das Perserreich seine Kräfte und gewann bereits 497 v. Chr. Zypern zurück. Unter diesem Eindruck waren es letztlich nur noch neun Poleis, die Widerstand leisteten. 494 v. Chr. wurde Milet nach der Schlacht von Lade erobert und niedergebrannt. Die Ionier mussten sich dem persischen Großkönig Dareios I. unterwerfen, der die Rolle Athens in diesem Konflikt nie vergaß und bald darauf eine Strafexpedition gegen die Unterstützer der Rebellen, Athen und Eretria, plante.

## Folgen des Aufstands
Die Auflehnung der kleinasiatischen Griechen gegen die persische Herrschaft war zweifellos eine politische Insubordination, die aus Sicht der Machtinteressen des Perserkönigs so nicht hingenommen werden konnte. Zwei Umstände sollten aber verheerende Folgen nach sich ziehen. Zum einen tolerierte der Großkönig in keiner Weise, dass persisches Territorium von auswärtigen „Dritten“, den Griechen des Festlands, verletzt worden war. Zum anderen war es während des Aufstandes zu einer umfassenden Schändung persischer Heiligtümer, vor allem in Sardeis, gekommen. Auch nach griechischem Verständnis gab dies das Recht zu Rache und Vergeltung. In den nachfolgenden Perserkriegen bekam das europäische Griechenland die Konsequenzen in voller Härte zu spüren.
In Kleinasien jedoch schlugen die Perser einen bemerkenswerten Kurs ein. Anstelle von Repressalien versuchte Dareios Frieden und Ordnung bei den Völkern seines Reiches wiederherzustellen. Er beorderte ionische Gesandte nach Sardeis und verpflichtete sie zu gegenseitigen Bündnissen, um Recht zu schaffen und Plünderungen zu verhindern. Einige Missstände, die zum Aufstand geführt hatten, ließ er beseitigen und gab auch in der Frage der Polisverfassungen nach, sodass einige Städte zur griechischen Demokratie zurückkehren konnten. Weiterhin sorgte er durch eine neue Katasteraufnahme für eine gerechtere Verteilung der steuerlichen Lasten, auch wenn sich an der Gesamtsumme der Tribute dadurch nichts änderte.
479 v. Chr. erhoben sich die ionischen Städte erneut und fielen von der persischen Herrschaft ab. Zuvor hatten sich die Perser nach den verlorenen Schlachten bei Salamis und Plataiai aus Europa zurückziehen müssen und unterlagen nun in der Seeschlacht bei Mykale, dort, wo sich das Bundesheiligtum der Ionier befand, auch in Kleinasien. Der Kalliasfrieden 449/448 brachte für die folgenden Jahrzehnte einen Ausgleich der Interessensphären, bis das Achämenidenreich in Folge des Peloponnesischen Krieges wieder die Kontrolle über die westanatolischen Griechenstädte gewann, die im Königsfrieden 387/386 bestätigt wurde.